# Автономов, Алексей Иванович
Алексе́й Ива́нович Автоно́мов (16 (28) января 1890 — 2 февраля 1919) — советский военачальник, участник Первой мировой и Гражданской войн. Главнокомандующий вооруженными силами Кубанской советской республики.

## Биография
Родился 16 (28) января 1890 года в известной на Дону казачьей семье.
Принимал участие в Первой мировой войне, служил в чине хорунжего в составе 39-го и 28-го казачьих полков.
После Октябрьской революции 1917 года одним из первых среди казачьих офицеров примкнул к большевикам.
Лидер «левой группы» на общефронтовом казачьем съезде в Киеве в октябре 1917 года и в Новочеркасске, депутат Большого Войскового круга.
Получил от чрезвычайного комиссара по борьбе с контрреволюцией на Юге России Антонова-Овсеенко право самостоятельно формировать части Красной гвардии на Кубани. Опираясь на эти полномочия, в январе 1918 года провозгласил себя главнокомандующим Юго-Восточной революционной армией, формировавшейся в районе станицы Тихорецкой.
В марте 1918 года отряды Автономова без боя заняли кубанскую столицу — Екатеринодар.
Руководил обороной Екатеринодара во время штурма города Добровольческой армией под командованием генерала от инфантерии Корнилова 9 — 13 апреля 1918 года.
С 14 апреля по 23 мая — главнокомандующий Северокавказской красной армией. Вступил в конфликт с руководством Кубано-Черноморской республики, в котором его поддерживали войсковые командиры, в том числе И. Л. Сорокин.

В начале апреля ЦИК, боявшийся диктаторских стремлений Автономова, отрешил его от командования и должность главнокомандующего заменил «чрезвычайным штабом обороны», в который вошло семь штатских большевиков. Автономов выехал в Тихорецкую и выступил открыто против своего правительства. Началась своеобразная «полемика» путём воззваний и приказов. В них члены ЦИК именовались «немецкими шпионами и провокаторами», а Автономов и Сорокин — «бандитами и врагами народа», на головы которых призывались «проклятия и вечный позор». В распре приняла участие и армия, которая на фронтовом съезде в Кущёвке постановила «сосредоточить все войска Северного Кавказа под командой Автономова… категорически потребовать (от центра) устранения вмешательства гражданских властей и упразднить „чрезвычайный штаб“».

Демонстративно отказывался исполнять поступающие из Москвы директивы, если считал, что они противоречат его интересам, игнорировал распоряжения Троцкого, отказываясь признавать его полномочия в качестве верховного главнокомандующего Красной армией. За такое поведение был смещён с поста и отозван в Москву. Там 27 мая получил назначение на должность инспектора и организатора войсковых частей Кавказского фронта по рекомендации Г. К. Орджоникидзе.
В июле 1918 года прибыл в Терскую область, где начал формировать новые красные части. 3 октября 1918 года был назначен командующим новообразованной 12-й общевойсковой Красной армии, однако в должность не вступил, поскольку командный состав армии отказался признавать полномочия Автономова. В дальнейшем командовал небольшим отрядом и бронепоездом в боях с белыми на Тереке и под Святым Крестом. 
В январе 1919 года, во время отступления красных с Северного Кавказа к Астрахани, заболел тифом и был оставлен в одном из аулов Горной Осетии, где и умер 2 февраля 1919 года.

## Воспоминания современников
Светлый блондин, маленького роста, лет 26 с виду, он производил впечатление человека неглупого и сильной воли. Не привыкший к шикарной черкеске с красным башлыком, Автономов как-то путался в ней и несколько проигрывал от этого. — Шкуро А.Г. "Гражданская война в России: Записки белого партизана". — М.: ACT: Транзиткнига, 2004, стр.94